# レオナード・ホークス
レオナード・ホークス（Leonard Hawkes、1891年8月6日 - 1981年10月29日）は、イギリスの地質学者である。アイスランドの地質、火山、岩石について研究した。
サマセットのポールトンに生まれた。アームストロング・カレッジで学んだ後、ノルウェーのクリスチャニア大学で働き、1916年にアームストロング・カレッジで MSc を得た。1928年から1956年までロンドン大学、ベドフォード・カレッジの教授を務めた。
1952年王立協会フェロー選出。1954年から鉱物学会の会長を務め、1956年から2年間ロンドン地質学会の会長を務めた。

## 受賞歴
- 1946年: マーチソン・メダル（ロンドン地質学会）
- 1962年: ウォラストン・メダル（ロンドン地質学会）

## 著書
- "Iceland", (1942)
- "Geology and time", (1953)